# Йордан Андреев
Йордан Киров Андреев е български професор, историк, медиевист.

## Биография
Роден е на 12 април 1939 г. в Добрич, тогава в Румъния. През 1964 г. завършва история в Софийския университет. От 1966 до 1979 г. е редовен асистент по средновековна българска история във Великотърновския университет. През 1973 г. защитава докторска дисертация и става кандидат на историческите науки. През 1987 г. защитава докторска дисертация на тема „България през втората четвърт на XIV век“, с която става доктор на историческите науки. Доцент е от 1979 г. и професор от 1990 г. Ръководител е на катедрата по средновековна история от 1980 г. През 1987 – 1991 г. е заместник-декан на Историческия факултет на Великотърновския университет. Умира на 22 февруари 2008 г. във Велико Търново.